# Faucille et marteau
La faucille et le marteau (en russe : серп и молот [sʲerp i ˈmolət]) sont un symbole graphique (☭) utilisé pour représenter le communisme dans sa variante léniniste. Ce symbole dépeint la faucille des paysans et le marteau du prolétariat ouvrier ; leur jonction symbolise l'union entre les travailleurs agricoles et industriels.
Ce symbole est présent sur le drapeau de l'URSS, sur tous les drapeaux des anciennes républiques socialistes soviétiques (comme la République socialiste fédérative soviétique de Russie, la République socialiste soviétique d'Ukraine, la République socialiste soviétique kazakhe, etc.), et sur divers supports liés au léninisme (cartes d'adhérents de parti, timbres postaux soviétiques, etc.).

## Usage

La faucille et le marteau est un symbole du communisme.

Le symbole était à l'origine un marteau croisant une charrue, portant le même sens. Par ailleurs, ce symbole a notamment été utilisé par le Parti des communistes de Hongrie comme logotype officiel. La faucille et le marteau, bien qu'utilisés dès 1917-1918, ne devinrent un symbole officiel qu'en 1922 ; avant cela, la charrue et le marteau étaient utilisés par l'Armée rouge.
La faucille et le marteau étaient l'un des symboles de la RSFS de Russie depuis 1917. Il fut adopté sur le drapeau de l'Union soviétique en 1923, institué dans la constitution en 1923 et placé sur les drapeaux des républiques de l'Union soviétique après cette date. Auparavant, ceux-ci étaient généralement totalement rouges, avec le nom de la république écrit en lettres dorées.
Les partis communistes affiliés au Komintern et au Kominform, c’est-à-dire à l'Union soviétique, ainsi que ceux qui se tournèrent vers la République populaire de Chine, avaient tendance à employer la faucille et le marteau dans leur symbolique. Cependant, même des partis communistes opposés à ces deux États l'utilisèrent, éventuellement avec quelques modifications stylistiques.

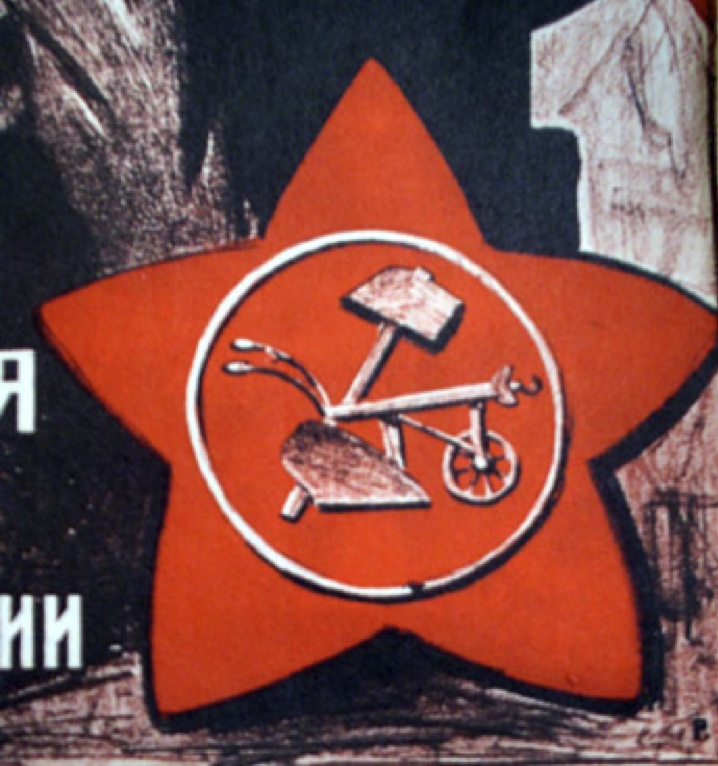
Ancien symbole communiste. Extrait d’une affiche de 1919 à la gloire de l’armée rouge (imprimée à Petrograd, auteur inconnu) symbolisant l'alliance paysanne et prolétarienne avec une esthétique particulière, qui est celle du « marteau et de la charrue ».

Le symbole est utilisé en inversant le sens des outils par le Parti communiste français, il est depuis 1994 progressivement abandonné par la direction nationale du PCF mais reste utilisé par des sections et des fédérations. Jusqu'en 2013 où à l'occasion du 36e congrès, celui-ci décide de le retirer de la carte des adhérents du parti. Le symbole inversé est également utilisé par le parti Lutte ouvrière.
Certains courants de la gauche communiste réutilisent également ce symbole.

## Variantes
Divers symboles présentent des variations stylistiques sur la faucille et le marteau. Le drapeau de l'Angola représente une roue dentée croisée avec une machette. Le symbole du parti du travail de Corée utilise un marteau, une faucille, et un pinceau. La République populaire du Congo a utilisé un marteau et une houe. La République démocratique allemande a utilisé un marteau et un compas sur épis de blé.
En France, le logo du Parti communiste français a, jusque dans les années 1990, été représenté par la faucille et le marteau mais dans le sens inverse de l'URSS. Il a plusieurs fois changé de graphisme. Il n'est cependant aujourd'hui plus utilisé officiellement bien qu'il reste très présent dans la culture iconographique communiste.
Enfin, la Quatrième Internationale créée en 1938 par Léon Trotski a aussi repris ces symboles sur son drapeau mais flanqué d'un « 4 » entrelacé dans les outils.
De 1919 à 1934 et depuis 1945, les armoiries de l'Autriche portent un marteau et une faucille dans les griffes de l'aigle noir.

Drapeau de l'Angola.
Drapeau du Parti du travail de Corée (avec le pinceau représentant les intellectuels).
Armoiries de la République populaire du Congo (houe et marteau).
Armoiries de la République démocratique allemande.
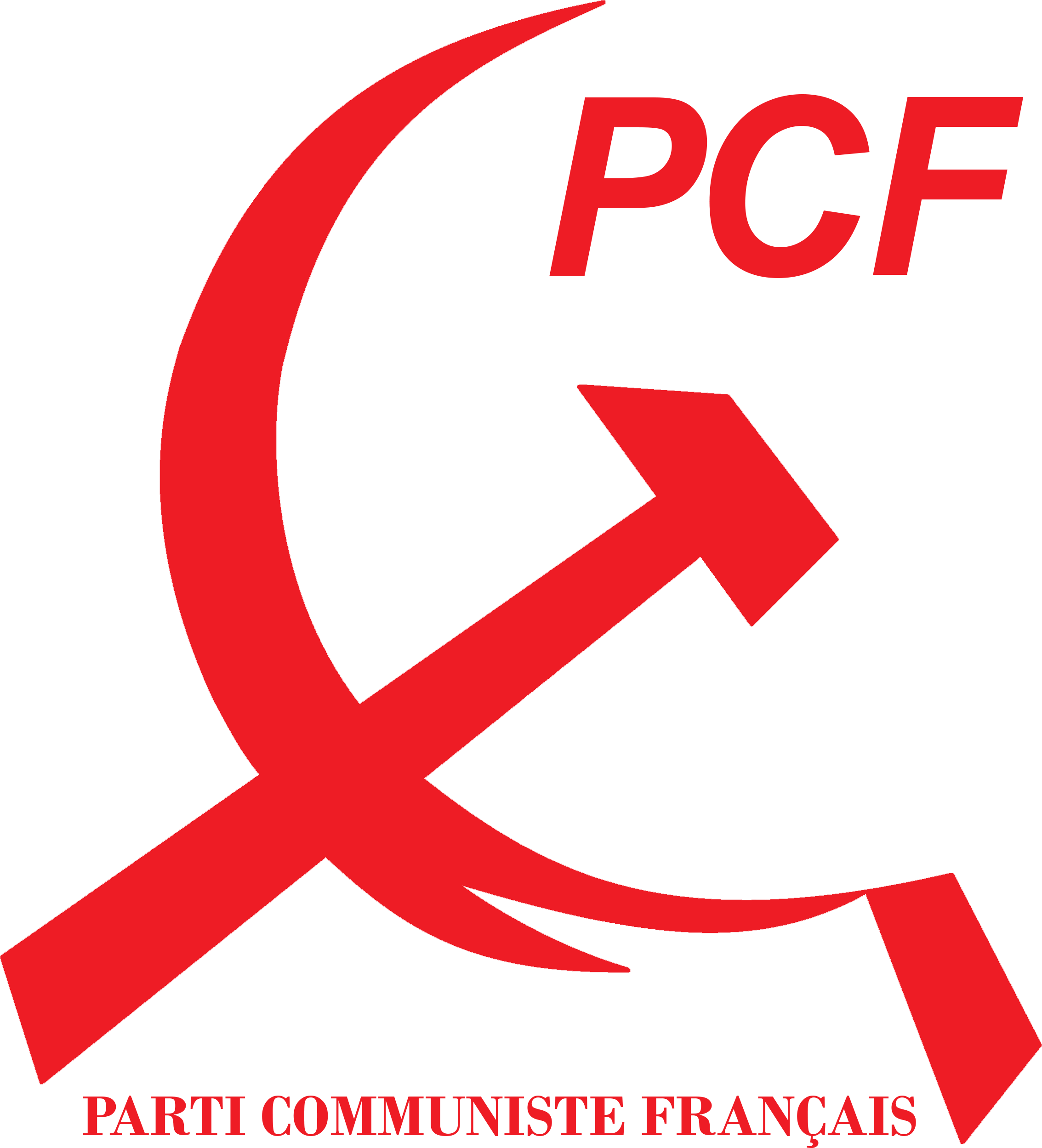
Logo du Parti communiste français dans les années 1980.
Logo de la 4e Internationale.
Armoiries de l'Autriche.
Symbole souvent utilisé par la tendance italienne de la Gauche communiste.

## Interdiction du symbole
Le symbole demeure populaire parmi les communistes de par le monde. Dans l'Europe de l'Ouest, il y a peu de stigmates sociaux attachés à ce symbole et tous les pays de l'Ouest européen permettent son affichage public sans conséquence.
Cependant, dans plusieurs pays de l'Est de l'Europe, la faucille et le marteau sont considérés comme le symbole d'une idéologie totalitaire et criminelle et la représentation de la faucille et du marteau et d'autres symboles communistes tels que l'étoile rouge sont considérés comme une offense criminelle. La Hongrie (depuis 2004), la Lituanie (depuis 2008) la Pologne (depuis 2009), la Moldavie (depuis 2012) et l'Ukraine (depuis 2012) ont banni ces symboles. Les individus trouvés coupables de possession, production ou distribution de symboles communistes en Pologne peuvent être condamnés à une peine de deux ans de prison.

## Unicode
Il existe un caractère Unicode représentant la faucille et le marteau. Il est situé dans l'intervalle 2600-26FF des symboles divers et correspond au code U+262D. Sur les navigateurs web supportant l'Unicode, le symbole devrait s'afficher : « ☭ ». Sa représentation est simplifiée par rapport aux symboles utilisés par les partis politiques traditionnels et elle est assez uniforme selon les polices de caractères utilisées.

## Galerie

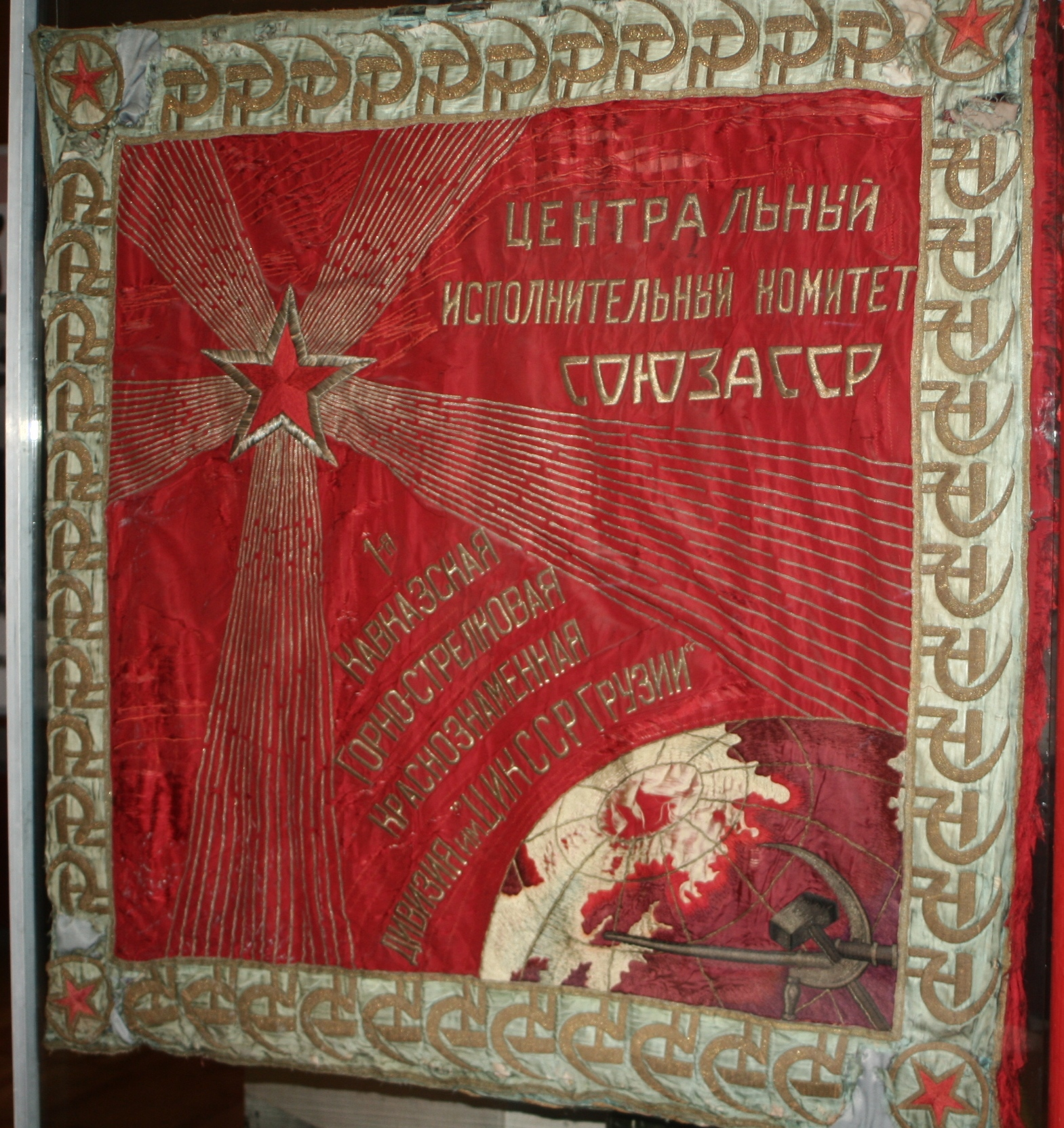
Drapeau de l'Armée Rouge (1918) frangé de faucilles et de marteaux. Dans l'angle inférieur droit, la faucille représente la paysannerie, le marteau la classe ouvrière, et la baïonnette les conseils de soldats.
Armoiries de l'URSS.
Deuxième drapeau de l'URSS.
Drapeau du Parti communiste chinois.
Drapeau du Parti communiste vietnamien.
Drapeau du Parti révolutionnaire populaire lao.
Drapeau du Parti communiste du Kampuchéa.
Drapeau du Parti communiste libanais.
Drapeau du Parti communiste roumain.
Drapeau du Parti communiste d'Inde (marxiste).
Emblème d'Aeroflot.
Hôtesse de l'air de la compagnie aérienne Aeroflot.